# Макаллан, Джес
Джес Мака́ллан (англ. Jes Macallan; род. 9 августа 1982) — американская актриса.

## Биография
Джес Макаллан родилась и выросла в Сарасоте (штат Флорида), и окончила Университет Флориды с международной степенью в области бизнеса. В начале двухтысячных она работала фотомоделью, а после отправилась в Нью-Йорк, где окончила актёрскую студию Мэгги Фланеган. В начале карьеры она снялась в нескольких независимых фильмах, а после была гостем в таких телесериалах как «Бесстыдники», «Правосудие», «Защитница», «Анатомия страсти» и «Морская полиция: Лос-Анджелес».
В марте 2012 года Джес Макаллан, не имея в своем резюме заметных проектов, получила одну из четырёх главных ролей в телесериале «Любовницы» канала ABC. Сериал начал сниматься в середине 2012 года, а его премьера состоялась 3 июня 2013 года.
Макаллан замужем за канадским актёром Джейсоном Греем-Стэнфордом.

## Фильмография
| Год       |     | Русское название              | Оригинальное название | Роль                |
| --------- | --- | ----------------------------- | --------------------- | ------------------- |
| 2008      | ф   | —                             | Ocean’s 7-11          | Дасти               |
| 2008      | ф   | Одна, две, много              | One, Two, Many        | женщина в постели   |
| 2008      | ф   | —                             | Identity Crisis       | Сэнди               |
| 2009      | ф   | Оружие по найму               | Hired Gun             | американский диктор |
| 2009      | ф   | —                             | Behaving Badly        | официантка          |
| 2011      | с   | Бесстыжие                     | Shameless             | Тэмми               |
| 2011      | с   | Правосудие                    | Justified             | Кэсси               |
| 2011      | ф   | —                             | Being Bin Laden       | Эли                 |
| 2011      | с   | Защитница                     | The Protector         | Рейчел              |
| 2011      | кор | —                             | The Football Fairy    | Келси               |
| 2012      | с   | Анатомия страсти              | Grey’s Anatomy        | Хиллари             |
| 2012      | тф  | —                             | Crash & Burn          | Келли Митчелл       |
| 2012      | с   | Морская полиция: Лос-Анджелес | NCIS: Los Angeles     | Меган Стивенс       |
| 2012      | с   | Роковые красотки              | Femme Fatales         | Сьюзан Войт         |
| 2013—2016 | с   | Любовницы                     | Mistresses            | Джосслин Карвер     |
| 2014      | ф   | Поцелуй меня                  | Kiss Me               | Эрика               |
| 2014      | ф   | —                             | The Mentor            | Элизабет Мей        |
| 2014—2015 | с   | Красные браслеты              | Red Band Society      | Эшли Коул           |
| 2015      | ф   | Жажда                         | Thirst                | Клэр Тейлор         |
| 2016      | с   | Семейное положение            | Relationship Status   | Грейс               |
| 2016      | тф  | Выйти замуж до Рождества      | Married by Christmas  | Керри Тейт          |
| 2017      | тф  | Милосердие Грейс              | An Uncommon Grace     | Грейс Коннер        |
| 2017—2022 | с   | Легенды завтрашнего дня       | Legends of tomorrow   | Ава Шарп            |